# Vòng đấu hạng UEFA Europa League 2024–25
Vòng đấu hạng UEFA Europa League 2024–25 bắt đầu vào ngày 25 tháng 9 năm 2024 và kết thúc vào ngày 30 tháng 1 năm 2025. Tổng cộng có 36 đội sẽ tranh tài ở vòng đấu hạng để quyết định 24 suất vào vòng đấu loại trực tiếp của UEFA Europa League 2024–25.
RFS sẽ lần đầu tiên xuất hiện kể từ khi vòng bảng được giới thiệu. Có 23 hiệp hội quốc gia có đại diện tham gia vòng đấu hạng.
Đây sẽ là mùa giải đầu tiên áp dụng thể thức đấu đơn, thay thế cho thể thức vòng bảng được sử dụng cho đến mùa giải trước. Với sự thay đổi này, số trận đấu trước vòng đấu loại trực tiếp sẽ tăng từ 96 lên 144 trận.

## Định dạng
Mỗi đội sẽ chơi tám trận, bốn trận trên sân nhà và bốn trận trên sân khách, với tám đối thủ khác nhau, với tất cả 36 đội được xếp hạng trong một bảng xếp hạng duy nhất. Các đội sẽ được chia thành bốn nhóm dựa trên hệ số câu lạc bộ UEFA năm 2024 và mỗi đội sẽ chơi với hai đội từ mỗi nhóm trong bốn nhóm - một trận trên sân nhà và một trận trên sân khách. Tám đội xếp hạng cao nhất sẽ được miễn vào vòng 16 đội. Các đội được xếp hạng từ thứ 9 đến thứ 24 sẽ tranh tài ở vòng play-off đấu loại trực tiếp, với các đội xếp hạng từ thứ 9 đến thứ 16 được xếp hạt giống trong bốc thăm. Các đội xếp hạng từ thứ 25 đến thứ 36 bị loại khỏi tất cả các giải đấu, không được tham dự UEFA Conference League 2024–25.

### Tiêu chí xếp hạng
Các đội sẽ được xếp hạng theo điểm (3 điểm cho một trận thắng, 1 điểm cho một trận hòa và 0 điểm cho một trận thua). Nếu hai hoặc nhiều đội bằng điểm sau khi hoàn thành vòng đấu hạng, các tiêu chí xếp hạng sau đây được áp dụng, theo thứ tự đã cho, để xác định thứ hạng:
1. Hiệu số bàn thắng bại;
2. Số bàn thắng ghi được;
3. Số bàn thắng trên sân khách ghi được;
4. Số trận thắng;
5. Số trận thắng trên sân khách;
6. Số điểm cao hơn mà các đối thủ trong vòng đấu hạng giành được;
7. Hiệu số bàn thắng bại chung cuộc cao hơn của các đối thủ trong vòng đấu hạng;
8. Số bàn thắng ghi được bởi các đối thủ trong vòng đấu hạng cao hơn;
9. Tổng điểm kỷ luật thấp hơn (thẻ đỏ trực tiếp = 3 điểm, thẻ vàng = 1 điểm, đuổi khỏi sân vì hai thẻ vàng trong một trận = 3 điểm);
10. Hệ số câu lạc bộ UEFA.

Trong vòng đấu hạng, tiêu chí từ 1 đến 5 sẽ được sử dụng để xếp hạng các đội có số điểm bằng nhau. Nếu bất kỳ đội nào có số điểm bằng nhau và hòa nhau ở năm tiêu chí đầu tiên, họ sẽ được coi là ngang nhau về vị trí và được sắp xếp theo thứ tự bảng chữ cái. Tiêu chí từ 6 đến 10 sẽ chỉ được sử dụng để phá vỡ thế hòa sau khi hoàn thành tất cả các trận đấu.

## Các đội và hạt giống
36 đội được chia thành bốn nhóm, mỗi nhóm chín đội, với các đội được phân bổ vào các nhóm dựa trên hệ số câu lạc bộ UEFA năm 2024. Những đội tham gia bao gồm:
- 13 đội tham gia vòng này
- 12 đội thắng vòng play-off
- 7 đội thua ở vòng play-off Champions League (5 đội từ Nhánh vô địch, 2 đội từ Nhánh League)
- 4 đội thua ở vòng loại thứ ba Champions League (Nhánh League)

| Bảng màu |
| --- |
| Các đội xếp hạng từ 1 đến 8 sẽ tiến vào vòng 16 đội với tư cách là đội hạt giống                                       |
| Các đội xếp hạng từ 9 đến 16 sẽ tiến vào vòng play-off đấu loại trực tiếp với tư cách là đội hạt giống                 |
| Các đội xếp hạng từ 17 đến 24 sẽ tiến vào vòng play-off đấu loại trực tiếp với tư cách là đội không được xếp hạt giống |

| Đội                 | Ghi chú | hs.     |
| ------------------- | ------- | ------- |
| AS Roma             |         | 101.000 |
| Manchester United   |         | 92.000  |
| Porto               |         | 77.000  |
| Ajax                | [EL-PO] | 67.000  |
| Rangers             | [CL-L3] | 63.000  |
| Eintracht Frankfurt |         | 60.000  |
| Lazio               |         | 54.000  |
| Tottenham Hotspur   |         | 54.000  |
| Slavia Prague       | [CL-LP] | 53.000  |

| Đội              | Ghi chú | hs.    |
| ---------------- | ------- | ------ |
| Real Sociedad    |         | 51.000 |
| AZ               |         | 50.000 |
| Braga            | [EL-PO] | 49.000 |
| Olympiacos       | [ECL]   | 48.000 |
| Lyon             |         | 44.000 |
| PAOK             | [EL-PO] | 37.000 |
| Fenerbahçe       | [CL-L3] | 36.000 |
| Maccabi Tel Aviv | [EL-PO] | 35.500 |
| Ferencváros      | [EL-PO] | 35.000 |

| Đội                  | Ghi chú | hs.    |
| -------------------- | ------- | ------ |
| Qarabağ              | [CL-CP] | 33.000 |
| Galatasaray          | [CL-CP] | 31.500 |
| Viktoria Plzeň       | [EL-PO] | 28.000 |
| Bodø/Glimt           | [CL-CP] | 28.000 |
| Union Saint-Gilloise | [CL-L3] | 27.000 |
| Dynamo Kyiv          | [CL-LP] | 26.500 |
| Ludogorets Razgrad   | [EL-PO] | 26.000 |
| Midtjylland          | [CL-CP] | 25.500 |
| Malmö FF             | [CL-CP] | 18.500 |

| Đội             | Ghi chú | hs.    |
| --------------- | ------- | ------ |
| Athletic Bilbao |         | 17.897 |
| TSG Hoffenheim  |         | 17.324 |
| Nice            |         | 17.000 |
| Anderlecht      | [EL-PO] | 14.500 |
| Twente          | [CL-L3] | 12.260 |
| Beşiktaş        | [EL-PO] | 12.000 |
| FCSB            | [EL-PO] | 10.500 |
| RFS             | [EL-PO] | 8.000  |
| IF Elfsborg     | [EL-PO] | 4.300  |

Ghi chú
1. ECL Nhà vô địch Europa Conference League (nay được gọi là Conference League)
2. EL-PO Đội thắng vòng play-off
3. CL-CP Đội thua vòng play-off Champions League (Nhánh vô địch)
4. CL-LP Đội thua vòng play-off Champions League (Nhánh League)
5. CL-L3 Đội thua vòng loại thứ ba Champions League (Nhánh League)

## Bốc thăm
Lễ bốc thăm các cặp đấu vòng đấu hạng được tổ chức tại Grimaldi Forum ở Monaco vào ngày 30 tháng 8 năm 2024, 13:00 CEST. Cả 36 đội đều được bốc thăm thủ công bằng bóng vật lý. Đối với mỗi đội được bốc thăm thủ công, phần mềm tự động sẽ bốc thăm ngẫu nhiên đối thủ của họ bằng kỹ thuật số, xác định trận đấu nào của họ diễn ra trên sân nhà và trận nào diễn ra trên sân khách. Mỗi đội sẽ đối mặt với hai đối thủ từ mỗi trong bốn nhóm, một trong số đó họ sẽ đối mặt trên sân nhà và một đối mặt trên sân khách. Các đội không thể đối mặt với các đối thủ từ cùng một hiệp hội và chỉ có thể được bốc thăm với tối đa hai đối thủ từ cùng một hiệp hội. Lễ bốc thăm bắt đầu với Nhóm 1, chỉ định đối thủ cho tất cả các đội, lần lượt từng đội và tiếp tục với các nhóm khác theo thứ tự giảm dần cho đến khi tất cả các đội đều được chỉ định đối thủ của mình.
Việc chuyển sang rút thăm chủ yếu dựa trên máy tính được thực hiện do các vấn đề về độ phức tạp và thời lượng yêu cầu của một lần rút thăm thủ công. Phần mềm rút thăm, do AE Live phát triển, sẽ đảm bảo tính ngẫu nhiên hoàn toàn trong khuôn khổ các điều kiện rút thăm và ngăn ngừa mọi tình huống bế tắc. Phần mềm đã được kiểm toán viên bên ngoài Ernst & Young xem xét, đơn vị này cũng sẽ cung cấp dịch vụ xem xét và kiểm soát các hoạt động rút thăm thủ công và kỹ thuật số tại chỗ.
| Câu lạc bộ           | Đối thủ Nhóm 1      | Đối thủ Nhóm 1      | Đối thủ Nhóm 2   | Đối thủ Nhóm 2   | Đối thủ Nhóm 3       | Đối thủ Nhóm 3       | Đối thủ Nhóm 4  | Đối thủ Nhóm 4  |  |
| Câu lạc bộ           | Sân nhà             | Sân khách           | Sân nhà          | Sân khách        | Sân nhà              | Sân khách            | Sân nhà         | Sân khách       |  |
| -------------------- | ------------------- | ------------------- | ---------------- | ---------------- | -------------------- | -------------------- | --------------- | --------------- |  |
| AS Roma              | Eintracht Frankfurt | Tottenham Hotspur   | Braga            | AZ               | Dynamo Kyiv          | Union Saint-Gilloise | Athletic Bilbao | IF Elfsborg     |  |
| Manchester United    | Rangers             | Porto               | PAOK             | Fenerbahçe       | Bodø/Glimt           | Viktoria Plzeň       | Twente          | FCSB            |  |
| Porto                | Manchester United   | Lazio               | Olympiacos       | Maccabi Tel Aviv | Midtjylland          | Bodø/Glimt           | TSG Hoffenheim  | Anderlecht      |  |
| Ajax                 | Lazio               | Slavia Prague       | Maccabi Tel Aviv | Real Sociedad    | Galatasaray          | Qarabağ              | Beşiktaş        | RFS             |  |
| Rangers              | Tottenham Hotspur   | Manchester United   | Lyon             | Olympiacos       | Union Saint-Gilloise | Malmö FF             | FCSB            | Nice            |  |
| Eintracht Frankfurt  | Slavia Prague       | AS Roma             | Ferencváros      | Lyon             | Viktoria Plzeň       | Midtjylland          | RFS             | Beşiktaş        |  |
| Lazio                | Porto               | Ajax                | Real Sociedad    | Braga            | Ludogorets Razgrad   | Dynamo Kyiv          | Nice            | Twente          |  |
| Tottenham Hotspur    | AS Roma             | Rangers             | AZ               | Ferencváros      | Qarabağ              | Galatasaray          | IF Elfsborg     | TSG Hoffenheim  |  |
| Slavia Prague        | Ajax                | Eintracht Frankfurt | Fenerbahçe       | PAOK             | Malmö FF             | Ludogorets Razgrad   | Anderlecht      | Athletic Bilbao |  |
|                      |                     |                     |                  |                  |                      |                      |                 |                 |  |
| Real Sociedad        | Ajax                | Lazio               | PAOK             | Maccabi Tel Aviv | Dynamo Kyiv          | Viktoria Plzeň       | Anderlecht      | Nice            |  |
| AZ                   | AS Roma             | Tottenham Hotspur   | Fenerbahçe       | Ferencváros      | Galatasaray          | Ludogorets Razgrad   | IF Elfsborg     | Athletic Bilbao |  |
| Braga                | Lazio               | AS Roma             | Maccabi Tel Aviv | Olympiacos       | Bodø/Glimt           | Union Saint-Gilloise | TSG Hoffenheim  | IF Elfsborg     |  |
| Olympiacos           | Rangers             | Porto               | Braga            | Lyon             | Qarabağ              | Malmö FF             | Twente          | FCSB            |  |
| Lyon                 | Eintracht Frankfurt | Rangers             | Olympiacos       | Fenerbahçe       | Ludogorets Razgrad   | Qarabağ              | Beşiktaş        | TSG Hoffenheim  |  |
| PAOK                 | Slavia Prague       | Manchester United   | Ferencváros      | Real Sociedad    | Viktoria Plzeň       | Galatasaray          | FCSB            | RFS             |  |
| Fenerbahçe           | Manchester United   | Slavia Prague       | Lyon             | AZ               | Union Saint-Gilloise | Midtjylland          | Athletic Bilbao | Twente          |  |
| Maccabi Tel Aviv     | Porto               | Ajax                | Real Sociedad    | Braga            | Midtjylland          | Bodø/Glimt           | RFS             | Beşiktaş        |  |
| Ferencváros          | Tottenham Hotspur   | Eintracht Frankfurt | AZ               | PAOK             | Malmö FF             | Dynamo Kyiv          | Nice            | Anderlecht      |  |
|                      |                     |                     |                  |                  |                      |                      |                 |                 |  |
| Qarabağ              | Ajax                | Tottenham Hotspur   | Lyon             | Olympiacos       | Malmö FF             | Bodø/Glimt           | FCSB            | IF Elfsborg     |  |
| Galatasaray          | Tottenham Hotspur   | Ajax                | PAOK             | AZ               | Dynamo Kyiv          | Malmö FF             | IF Elfsborg     | RFS             |  |
| Viktoria Plzeň       | Manchester United   | Eintracht Frankfurt | Real Sociedad    | PAOK             | Ludogorets Razgrad   | Dynamo Kyiv          | Anderlecht      | Athletic Bilbao |  |
| Bodø/Glimt           | Porto               | Manchester United   | Maccabi Tel Aviv | Braga            | Qarabağ              | Union Saint-Gilloise | Beşiktaş        | Nice            |  |
| Union Saint-Gilloise | AS Roma             | Rangers             | Braga            | Fenerbahçe       | Bodø/Glimt           | Midtjylland          | Nice            | Twente          |  |
| Dynamo Kyiv          | Lazio               | AS Roma             | Ferencváros      | Real Sociedad    | Viktoria Plzeň       | Galatasaray          | RFS             | TSG Hoffenheim  |  |
| Ludogorets Razgrad   | Slavia Prague       | Lazio               | AZ               | Lyon             | Midtjylland          | Viktoria Plzeň       | Athletic Bilbao | Anderlecht      |  |
| Midtjylland          | Eintracht Frankfurt | Porto               | Fenerbahçe       | Maccabi Tel Aviv | Union Saint-Gilloise | Ludogorets Razgrad   | TSG Hoffenheim  | FCSB            |  |
| Malmö FF             | Rangers             | Slavia Prague       | Olympiacos       | Ferencváros      | Galatasaray          | Qarabağ              | Twente          | Beşiktaş        |  |
|                      |                     |                     |                  |                  |                      |                      |                 |                 |  |
| Athletic Bilbao      | Slavia Prague       | AS Roma             | AZ               | Fenerbahçe       | Viktoria Plzeň       | Ludogorets Razgrad   | IF Elfsborg     | Beşiktaş        |  |
| TSG Hoffenheim       | Tottenham Hotspur   | Porto               | Lyon             | Braga            | Dynamo Kyiv          | Midtjylland          | FCSB            | Anderlecht      |  |
| Nice                 | Rangers             | Lazio               | Real Sociedad    | Ferencváros      | Bodø/Glimt           | Union Saint-Gilloise | Twente          | IF Elfsborg     |  |
| Anderlecht           | Porto               | Slavia Prague       | Ferencváros      | Real Sociedad    | Ludogorets Razgrad   | Viktoria Plzeň       | TSG Hoffenheim  | RFS             |  |
| Twente               | Lazio               | Manchester United   | Fenerbahçe       | Olympiacos       | Union Saint-Gilloise | Malmö FF             | Beşiktaş        | Nice            |  |
| Beşiktaş             | Eintracht Frankfurt | Ajax                | Maccabi Tel Aviv | Lyon             | Malmö FF             | Bodø/Glimt           | Athletic Bilbao | Twente          |  |
| FCSB                 | Manchester United   | Rangers             | Olympiacos       | PAOK             | Midtjylland          | Qarabağ              | RFS             | TSG Hoffenheim  |  |
| RFS                  | Ajax                | Eintracht Frankfurt | PAOK             | Maccabi Tel Aviv | Galatasaray          | Dynamo Kyiv          | Anderlecht      | FCSB            |  |
| IF Elfsborg          | AS Roma             | Tottenham Hotspur   | Braga            | AZ               | Qarabağ              | Galatasaray          | Nice            | Athletic Bilbao |  |

## Bảng xếp hạng vòng đấu hạng
| VT | Đội                  | ST | T | H | B | BT | BB | HS  | Đ  | Giành quyền tham dự                                                 |
| -- | -------------------- | -- | - | - | - | -- | -- | --- | -- | ------------------------------------------------------------------- |
| 1  | Lazio                | 8  | 6 | 1 | 1 | 17 | 5  | +12 | 19 | Đi tiếp vào vòng 16 đội (nhóm hạt giống)                            |
| 2  | Athletic Bilbao      | 8  | 6 | 1 | 1 | 15 | 7  | +8  | 19 | Đi tiếp vào vòng 16 đội (nhóm hạt giống)                            |
| 3  | Manchester United    | 8  | 5 | 3 | 0 | 16 | 9  | +7  | 18 | Đi tiếp vào vòng 16 đội (nhóm hạt giống)                            |
| 4  | Tottenham Hotspur    | 8  | 5 | 2 | 1 | 17 | 9  | +8  | 17 | Đi tiếp vào vòng 16 đội (nhóm hạt giống)                            |
| 5  | Eintracht Frankfurt  | 8  | 5 | 1 | 2 | 14 | 10 | +4  | 16 | Đi tiếp vào vòng 16 đội (nhóm hạt giống)                            |
| 6  | Lyon                 | 8  | 4 | 3 | 1 | 16 | 8  | +8  | 15 | Đi tiếp vào vòng 16 đội (nhóm hạt giống)                            |
| 7  | Olympiakos           | 8  | 4 | 3 | 1 | 9  | 3  | +6  | 15 | Đi tiếp vào vòng 16 đội (nhóm hạt giống)                            |
| 8  | Rangers              | 8  | 4 | 2 | 2 | 16 | 10 | +6  | 14 | Đi tiếp vào vòng 16 đội (nhóm hạt giống)                            |
| 9  | Bodø/Glimt           | 8  | 4 | 2 | 2 | 14 | 11 | +3  | 14 | Đi tiếp vào vòng play-off đấu loại trực tiếp (nhóm hạt giống)       |
| 10 | Anderlecht           | 8  | 4 | 2 | 2 | 14 | 12 | +2  | 14 | Đi tiếp vào vòng play-off đấu loại trực tiếp (nhóm hạt giống)       |
| 11 | FCSB                 | 8  | 4 | 2 | 2 | 10 | 9  | +1  | 14 | Đi tiếp vào vòng play-off đấu loại trực tiếp (nhóm hạt giống)       |
| 12 | Ajax                 | 8  | 4 | 1 | 3 | 16 | 8  | +8  | 13 | Đi tiếp vào vòng play-off đấu loại trực tiếp (nhóm hạt giống)       |
| 13 | Real Sociedad        | 8  | 4 | 1 | 3 | 13 | 9  | +4  | 13 | Đi tiếp vào vòng play-off đấu loại trực tiếp (nhóm hạt giống)       |
| 14 | Galatasaray          | 8  | 3 | 4 | 1 | 19 | 16 | +3  | 13 | Đi tiếp vào vòng play-off đấu loại trực tiếp (nhóm hạt giống)       |
| 15 | AS Roma              | 8  | 3 | 3 | 2 | 10 | 6  | +4  | 12 | Đi tiếp vào vòng play-off đấu loại trực tiếp (nhóm hạt giống)       |
| 16 | Viktoria Plzeň       | 8  | 3 | 3 | 2 | 13 | 12 | +1  | 12 | Đi tiếp vào vòng play-off đấu loại trực tiếp (nhóm hạt giống)       |
| 17 | Ferencváros          | 8  | 4 | 0 | 4 | 15 | 15 | 0   | 12 | Đi tiếp vào vòng play-off đấu loại trực tiếp (nhóm không hạt giống) |
| 18 | Porto                | 8  | 3 | 2 | 3 | 13 | 11 | +2  | 11 | Đi tiếp vào vòng play-off đấu loại trực tiếp (nhóm không hạt giống) |
| 19 | AZ                   | 8  | 3 | 2 | 3 | 13 | 13 | 0   | 11 | Đi tiếp vào vòng play-off đấu loại trực tiếp (nhóm không hạt giống) |
| 20 | Midtjylland          | 8  | 3 | 2 | 3 | 9  | 9  | 0   | 11 | Đi tiếp vào vòng play-off đấu loại trực tiếp (nhóm không hạt giống) |
| 21 | Union Saint-Gilloise | 8  | 3 | 2 | 3 | 8  | 8  | 0   | 11 | Đi tiếp vào vòng play-off đấu loại trực tiếp (nhóm không hạt giống) |
| 22 | PAOK                 | 8  | 3 | 1 | 4 | 12 | 10 | +2  | 10 | Đi tiếp vào vòng play-off đấu loại trực tiếp (nhóm không hạt giống) |
| 23 | Twente               | 8  | 2 | 4 | 2 | 8  | 9  | −1  | 10 | Đi tiếp vào vòng play-off đấu loại trực tiếp (nhóm không hạt giống) |
| 24 | Fenerbahçe           | 8  | 2 | 4 | 2 | 9  | 11 | −2  | 10 | Đi tiếp vào vòng play-off đấu loại trực tiếp (nhóm không hạt giống) |
| 25 | Braga                | 8  | 3 | 1 | 4 | 9  | 12 | −3  | 10 |                                                                     |
| 26 | IF Elfsborg          | 8  | 3 | 1 | 4 | 9  | 14 | −5  | 10 |                                                                     |
| 27 | TSG Hoffenheim       | 8  | 2 | 3 | 3 | 11 | 14 | −3  | 9  |                                                                     |
| 28 | Beşiktaş             | 8  | 3 | 0 | 5 | 10 | 15 | −5  | 9  |                                                                     |
| 29 | Maccabi Tel Aviv     | 8  | 2 | 0 | 6 | 8  | 17 | −9  | 6  |                                                                     |
| 30 | Slavia Praha         | 8  | 1 | 2 | 5 | 7  | 11 | −4  | 5  |                                                                     |
| 31 | Malmö FF             | 8  | 1 | 2 | 5 | 10 | 17 | −7  | 5  |                                                                     |
| 32 | RFS                  | 8  | 1 | 2 | 5 | 6  | 13 | −7  | 5  |                                                                     |
| 33 | Ludogorets Razgrad   | 8  | 0 | 4 | 4 | 4  | 11 | −7  | 4  |                                                                     |
| 34 | Dynamo Kyiv          | 8  | 1 | 1 | 6 | 5  | 18 | −13 | 4  |                                                                     |
| 35 | Nice                 | 8  | 0 | 3 | 5 | 7  | 16 | −9  | 3  |                                                                     |
| 36 | Qarabağ              | 8  | 1 | 0 | 7 | 6  | 20 | −14 | 3  |                                                                     |

## Tóm tắt kết quả
| Đội nhà             | Tỷ số | Đội khách            |
| ------------------- | ----- | -------------------- |
| AZ                  | 3–2   | IF Elfsborg          |
| Bodø/Glimt          | 3–2   | Porto                |
| Dynamo Kyiv         | 0–3   | Lazio                |
| Midtjylland         | 1–1   | TSG Hoffenheim       |
| Galatasaray         | 3–1   | PAOK                 |
| Manchester United   | 1–1   | Twente               |
| Nice                | 1–1   | Real Sociedad        |
| Ludogorets Razgrad  | 0–2   | Slavia Prague        |
| Anderlecht          | 2–1   | Ferencváros          |
| Fenerbahçe          | 2–1   | Union Saint-Gilloise |
| Malmö FF            | 0–2   | Rangers              |
| Ajax                | 4–0   | Beşiktaş             |
| AS Roma             | 1–1   | Athletic Bilbao      |
| Eintracht Frankfurt | 3–3   | Viktoria Plzeň       |
| FCSB                | 4–1   | RFS                  |
| Lyon                | 2–0   | Olympiacos           |
| Braga               | 2–1   | Maccabi Tel Aviv     |
| Tottenham Hotspur   | 3–0   | Qarabağ              |

| Đội nhà              | Tỷ số | Đội khách           |
| -------------------- | ----- | ------------------- |
| RFS                  | 2–2   | Galatasaray         |
| Ferencváros          | 1–2   | Tottenham Hotspur   |
| Maccabi Tel Aviv     | 0–2   | Midtjylland         |
| Olympiacos           | 3–0   | Braga               |
| Qarabağ              | 1–2   | Malmö FF            |
| Real Sociedad        | 1–2   | Anderlecht          |
| Lazio                | 4–1   | Nice                |
| Slavia Prague        | 1–1   | Ajax                |
| TSG Hoffenheim       | 2–0   | Dynamo Kyiv         |
| Athletic Bilbao      | 2–0   | AZ                  |
| Beşiktaş             | 1–3   | Eintracht Frankfurt |
| Porto                | 3–3   | Manchester United   |
| Twente               | 1–1   | Fenerbahçe          |
| Viktoria Plzeň       | 0–0   | Ludogorets Razgrad  |
| IF Elfsborg          | 1–0   | AS Roma             |
| PAOK                 | 0–1   | FCSB                |
| Union Saint-Gilloise | 0–0   | Bodø/Glimt          |
| Rangers              | 1–4   | Lyon                |

| Đội nhà             | Tỷ số | Đội khách            |
| ------------------- | ----- | -------------------- |
| Galatasaray         | 4–3   | IF Elfsborg          |
| Braga               | 1–2   | Bodø/Glimt           |
| AS Roma             | 1–0   | Dynamo Kyiv          |
| Eintracht Frankfurt | 1–0   | RFS                  |
| Midtjylland         | 1–0   | Union Saint-Gilloise |
| Ferencváros         | 1–0   | Nice                 |
| Maccabi Tel Aviv    | 1–2   | Real Sociedad        |
| PAOK                | 2–2   | Viktoria Plzeň       |
| Qarabağ             | 0–3   | Ajax                 |
| Athletic Bilbao     | 1–0   | Slavia Prague        |
| Porto               | 2–0   | TSG Hoffenheim       |
| Twente              | 0–2   | Lazio                |
| Fenerbahçe          | 1–1   | Manchester United    |
| Malmö FF            | 0–1   | Olympiacos           |
| Lyon                | 0–1   | Beşiktaş             |
| Rangers             | 4–0   | FCSB                 |
| Anderlecht          | 2–0   | Ludogorets Razgrad   |
| Tottenham Hotspur   | 1–0   | AZ                   |

| Đội nhà              | Tỷ số | Đội khách         |
| -------------------- | ----- | ----------------- |
| Beşiktaş             | 2–1   | Malmö FF          |
| Eintracht Frankfurt  | 1–0   | Slavia Prague     |
| Bodø/Glimt           | 1–2   | Qarabağ           |
| FCSB                 | 2–0   | Midtjylland       |
| Galatasaray          | 3–2   | Tottenham Hotspur |
| IF Elfsborg          | 1–1   | Braga             |
| Nice                 | 2–2   | Twente            |
| Olympiacos           | 1–1   | Rangers           |
| Ludogorets Razgrad   | 1–2   | Athletic Bilbao   |
| Union Saint-Gilloise | 1–1   | AS Roma           |
| Ajax                 | 5–0   | Maccabi Tel Aviv  |
| AZ                   | 3–1   | Fenerbahçe        |
| Dynamo Kyiv          | 0–4   | Ferencváros       |
| RFS                  | 1–1   | Anderlecht        |
| Viktoria Plzeň       | 2–1   | Real Sociedad     |
| Manchester United    | 2–0   | PAOK              |
| Lazio                | 2–1   | Porto             |
| TSG Hoffenheim       | 2–2   | Lyon              |

| Đội nhà           | Tỷ số | Đội khách            |
| ----------------- | ----- | -------------------- |
| Athletic Bilbao   | 3–0   | IF Elfsborg          |
| AZ                | 1–1   | Galatasaray          |
| Beşiktaş          | 1–3   | Maccabi Tel Aviv     |
| Dynamo Kyiv       | 1–2   | Viktoria Plzeň       |
| RFS               | 0–2   | PAOK                 |
| Qarabağ           | 1–4   | Lyon                 |
| Anderlecht        | 2–2   | Porto                |
| Lazio             | 0–0   | Ludogorets Razgrad   |
| Midtjylland       | 1–2   | Eintracht Frankfurt  |
| Twente            | 0–1   | Union Saint-Gilloise |
| Ferencváros       | 4–1   | Malmö FF             |
| FCSB              | 0–0   | Olympiacos           |
| Manchester United | 3–2   | Bodø/Glimt           |
| Nice              | 1–4   | Rangers              |
| Real Sociedad     | 2–0   | Ajax                 |
| Braga             | 3–0   | TSG Hoffenheim       |
| Slavia Prague     | 1–2   | Fenerbahçe           |
| Tottenham Hotspur | 2–2   | AS Roma              |

| Đội nhà              | Tỷ số | Đội khách           |
| -------------------- | ----- | ------------------- |
| Fenerbahçe           | 0–2   | Athletic Bilbao     |
| AS Roma              | 3–0   | Braga               |
| Viktoria Plzeň       | 1–2   | Manchester United   |
| Malmö FF             | 2–2   | Galatasaray         |
| Olympiacos           | 0–0   | Twente              |
| PAOK                 | 5–0   | Ferencváros         |
| Ludogorets Razgrad   | 2–2   | AZ                  |
| Union Saint-Gilloise | 2–1   | Nice                |
| TSG Hoffenheim       | 0–0   | FCSB                |
| Ajax                 | 1–3   | Lazio               |
| Porto                | 2–0   | Midtjylland         |
| Bodø/Glimt           | 2–1   | Beşiktaş            |
| IF Elfsborg          | 1–0   | Qarabağ             |
| Maccabi Tel Aviv     | 2–1   | RFS                 |
| Lyon                 | 3–2   | Eintracht Frankfurt |
| Rangers              | 1–1   | Tottenham Hotspur   |
| Real Sociedad        | 3–0   | Dynamo Kyiv         |
| Slavia Prague        | 1–2   | Anderlecht          |

| Đội nhà              | Tỷ số | Đội khách         |
| -------------------- | ----- | ----------------- |
| Galatasaray          | 3–3   | Dynamo Kyiv       |
| Beşiktaş             | 4–1   | Athletic Bilbao   |
| AZ                   | 1–0   | AS Roma           |
| Porto                | 0–1   | Olympiacos        |
| Viktoria Plzeň       | 2–0   | Anderlecht        |
| Fenerbahçe           | 0–0   | Lyon              |
| Bodø/Glimt           | 3–1   | Maccabi Tel Aviv  |
| Malmö FF             | 2–3   | Twente            |
| Qarabağ              | 2–3   | FCSB              |
| TSG Hoffenheim       | 2–3   | Tottenham Hotspur |
| Eintracht Frankfurt  | 2–0   | Ferencváros       |
| RFS                  | 1–0   | Ajax              |
| IF Elfsborg          | 1–0   | Nice              |
| Manchester United    | 2–1   | Rangers           |
| PAOK                 | 2–0   | Slavia Prague     |
| Ludogorets Razgrad   | 0–2   | Midtjylland       |
| Union Saint-Gilloise | 2–1   | Braga             |
| Lazio                | 3–1   | Real Sociedad     |

| Đội nhà           | Tỷ số | Đội khách            |
| ----------------- | ----- | -------------------- |
| Ajax              | 2–1   | Galatasaray          |
| AS Roma           | 2–0   | Eintracht Frankfurt  |
| Athletic Bilbao   | 3–1   | Viktoria Plzeň       |
| Dynamo Kyiv       | 1–0   | RFS                  |
| Midtjylland       | 2–2   | Fenerbahçe           |
| Twente            | 1–0   | Beşiktaş             |
| Ferencváros       | 4–3   | AZ                   |
| FCSB              | 0–2   | Manchester United    |
| Maccabi Tel Aviv  | 0–1   | Porto                |
| Nice              | 1–1   | Bodø/Glimt           |
| Olympiacos        | 3–0   | Qarabağ              |
| Lyon              | 1–1   | Ludogorets Razgrad   |
| Rangers           | 2–1   | Union Saint-Gilloise |
| Real Sociedad     | 2–0   | PAOK                 |
| Anderlecht        | 3–4   | TSG Hoffenheim       |
| Braga             | 1–0   | Lazio                |
| Slavia Prague     | 2–2   | Malmö FF             |
| Tottenham Hotspur | 3–0   | IF Elfsborg          |

## Các trận đấu
Danh sách lịch thi đấu được công bố vào ngày 31 tháng 8 năm 2024, một ngày sau lễ bốc thăm. Điều này nhằm đảm bảo không có sự xung đột về lịch thi đấu với các đội ở Champions League và Conference League thi đấu ở cùng một thành phố.
Về nguyên tắc, mỗi đội sẽ không chơi nhiều hơn hai trận sân nhà hoặc hai trận sân khách liên tiếp và sẽ chơi một trận sân nhà và một trận sân khách trong cả hai ngày thi đấu đầu tiên và cuối cùng. Các trận đấu sẽ diễn ra vào ngày 25–26 tháng 9 (tuần độc quyền), ngày 3 tháng 10, ngày 24 tháng 10, ngày 7 tháng 11, ngày 28 tháng 11, ngày 12 tháng 12 năm 2024, ngày 23 tháng 1 và ngày 30 tháng 1 năm 2025. Tất cả các trận đấu sẽ diễn ra vào thứ Năm, ngoại trừ tuần độc quyền của giải đấu, cũng bao gồm các trận đấu vào thứ Tư. Về nguyên tắc, thời gian bắt đầu theo lịch thi đấu sẽ là 16:30, 18:45 và 21:00 CET/CEST. Tất cả các trận đấu trong lượt thi đấu cuối cùng sẽ được diễn ra đồng thời lúc 21:00.
Thời gian là CET hay CEST, do UEFA liệt kê (giờ địa phương, nếu khác, sẽ được đặt trong dấu ngoặc đơn).

### Lượt trận 1
| AZ                                          | 3–2      | IF Elfsborg              |
| ------------------------------------------- | -------- | ------------------------ |
| - Van Bommel 44', 50' - Parrott 74' (ph.đ.) | Chi tiết | - Ouma 23' - Hedlund 53' |

| Bodø/Glimt                  | 3–2      | Porto                    |
| --------------------------- | -------- | ------------------------ |
| - Høgh 15' - Hauge 40', 62' | Chi tiết | - Omorodion 8' - Gül 90' |

| Dynamo Kyiv | 0–3      | Lazio                            |
| ----------- | -------- | -------------------------------- |
|             | Chi tiết | - Dia 5', 35' - Dele-Bashiru 34' |

| Midtjylland  | 1–1      | TSG Hoffenheim  |
| ------------ | -------- | --------------- |
| - Osorio 42' | Chi tiết | - Moerstedt 90' |

| Galatasaray                                    | 3–1      | PAOK                |
| ---------------------------------------------- | -------- | ------------------- |
| - Rahman 48' (l.n.) - Akgün 75' - Icardi 90+5' | Chi tiết | - Konstantelias 67' |

| Manchester United | 1–1      | Twente        |
| ----------------- | -------- | ------------- |
| - Eriksen 35'     | Chi tiết | - Lammers 68' |

| Nice          | 1–1      | Real Sociedad     |
| ------------- | -------- | ----------------- |
| - Rosario 45' | Chi tiết | - Barrenetxea 18' |

| Ludogorets Razgrad | 0–2      | Slavia Prague              |
| ------------------ | -------- | -------------------------- |
|                    | Chi tiết | - Jurásek 37' - Chytil 65' |

| Anderlecht                              | 2–1      | Ferencváros  |
| --------------------------------------- | -------- | ------------ |
| - Verschaeren 61' - Dolberg 66' (ph.đ.) | Chi tiết | - Traoré 86' |

| Fenerbahçe                         | 2–1      | Union Saint-Gilloise |
| ---------------------------------- | -------- | -------------------- |
| - Söyüncü 26' - Burgess 82' (l.n.) | Chi tiết | - Sykes 90+3'        |

| Malmö FF | 0–2      | Rangers                       |
| -------- | -------- | ----------------------------- |
|          | Chi tiết | - Bajrami 1' - McCausland 76' |

| Ajax                                         | 4–0      | Beşiktaş |
| -------------------------------------------- | -------- | -------- |
| - Fitz-Jim 31' - Godts 51', 73' - Taylor 55' | Chi tiết |          |

| AS Roma      | 1–1      | Athletic Bilbao |
| ------------ | -------- | --------------- |
| - Dovbyk 32' | Chi tiết | - Paredes 85'   |

| Eintracht Frankfurt                              | 3–3      | Viktoria Plzeň                       |
| ------------------------------------------------ | -------- | ------------------------------------ |
| - Ekitike 38' - Dina Ebimbe 62' - Kristensen 67' | Chi tiết | - Šulc 41' - Adu 86' - Jemelka 90+3' |

| FCSB                                            | 4–1      | RFS            |
| ----------------------------------------------- | -------- | -------------- |
| - Bîrligea 8' - Ștefănescu 32' - Olaru 58', 69' | Chi tiết | - Lipušček 23' |

| Lyon                        | 2–0      | Olympiacos |
| --------------------------- | -------- | ---------- |
| - Cherki 65' - Benrahma 71' | Chi tiết |            |

| Braga                      | 2–1      | Maccabi Tel Aviv     |
| -------------------------- | -------- | -------------------- |
| - Bruma 88', 90+5' (ph.đ.) | Chi tiết | - Davida 30' (ph.đ.) |

| Tottenham Hotspur                      | 3–0      | Qarabağ |
| -------------------------------------- | -------- | ------- |
| - Johnson 12' - Sarr 52' - Solanke 68' | Chi tiết |         |

### Lượt trận 2
| RFS                             | 2–2      | Galatasaray               |
| ------------------------------- | -------- | ------------------------- |
| - Ikaunieks 40' - Odisharia 55' | Chi tiết | - Mertens 12' - Akgün 38' |

| Ferencváros | 1–2      | Tottenham Hotspur        |
| ----------- | -------- | ------------------------ |
| - Varga 90' | Chi tiết | - Sarr 23' - Johnson 86' |

| Maccabi Tel Aviv | 0–2      | Midtjylland                     |
| ---------------- | -------- | ------------------------------- |
|                  | Chi tiết | - Franculino 39' - Chilufya 89' |

| Olympiacos                      | 3–0      | Braga |
| ------------------------------- | -------- | ----- |
| - El Kaabi 45', 59' - Hezze 53' | Chi tiết |       |

| Qarabağ       | 1–2      | Malmö FF           |
| ------------- | -------- | ------------------ |
| - Juninho 15' | Chi tiết | - Botheim 19', 47' |

| Real Sociedad | 1–2      | Anderlecht                |
| ------------- | -------- | ------------------------- |
| - Marín 5'    | Chi tiết | - Vázquez 28' - Leoni 39' |

| Lazio                                                     | 4–1      | Nice       |
| --------------------------------------------------------- | -------- | ---------- |
| - Pedro 20' - Castellanos 35', 53' - Zaccagni 67' (ph.đ.) | Chi tiết | - Boga 41' |

| Slavia Prague | 1–1      | Ajax                         |
| ------------- | -------- | ---------------------------- |
| - Chorý 67'   | Chi tiết | - Van den Boomen 18' (ph.đ.) |

| TSG Hoffenheim    | 2–0      | Dynamo Kyiv |
| ----------------- | -------- | ----------- |
| - Hložek 22', 60' | Chi tiết |             |

| Athletic Bilbao                | 2–0      | AZ |
| ------------------------------ | -------- | -- |
| - I. Williams 72' - Sancet 85' | Chi tiết |    |

| Beşiktaş        | 1–3      | Eintracht Frankfurt                                   |
| --------------- | -------- | ----------------------------------------------------- |
| - Masuaku 90+3' | Chi tiết | - Marmoush 19' (ph.đ.) - Dina Ebimbe 22' - Knauff 82' |

| Porto                           | 3–3      | Manchester United                           |
| ------------------------------- | -------- | ------------------------------------------- |
| - Pepê 27' - Omorodion 34', 50' | Chi tiết | - Rashford 7' - Højlund 20' - Maguire 90+1' |

| Twente     | 1–1      | Fenerbahçe  |
| ---------- | -------- | ----------- |
| - Vlap 29' | Chi tiết | - Tadić 71' |

| Viktoria Plzeň | 0–0      | Ludogorets Razgrad |
| -------------- | -------- | ------------------ |
|                | Chi tiết |                    |

| IF Elfsborg          | 1–0      | Roma |
| -------------------- | -------- | ---- |
| - Baidoo 44' (ph.đ.) | Chi tiết |      |

| PAOK | 0–1      | FCSB             |
| ---- | -------- | ---------------- |
|      | Chi tiết | - Bîrligea 45+8' |

| Union Saint-Gilloise | 0–0      | Bodø/Glimt |
| -------------------- | -------- | ---------- |
|                      | Chi tiết |            |

| Rangers        | 1–4      | Lyon                                     |
| -------------- | -------- | ---------------------------------------- |
| - Lawrence 14' | Chi tiết | - Fofana 10', 55' - Lacazette 19', 45+1' |

### Lượt trận 3
| Galatasaray                                                   | 4–3      | IF Elfsborg                                     |
| ------------------------------------------------------------- | -------- | ----------------------------------------------- |
| - Icardi 28' - Pettersson 39' (l.n.) - Yılmaz 44' - Akgün 83' | Chi tiết | - Hult 52' - Baidoo 65' (ph.đ.) - Larsson 90+2' |

| Braga         | 1–2      | Bodø/Glimt                  |
| ------------- | -------- | --------------------------- |
| - Niakaté 64' | Chi tiết | - Evjen 53' - Nielsen 90+4' |

| AS Roma              | 1–0      | Dynamo Kyiv |
| -------------------- | -------- | ----------- |
| - Dovbyk 23' (ph.đ.) | Chi tiết |             |

| Eintracht Frankfurt | 1–0      | RFS |
| ------------------- | -------- | --- |
| - Larsson 79'       | Chi tiết |     |

| Midtjylland | 1–0      | Union Saint-Gilloise |
| ----------- | -------- | -------------------- |
| - Diao 18'  | Chi tiết |                      |

| Ferencváros          | 1–0      | Nice |
| -------------------- | -------- | ---- |
| - Bombito 15' (l.n.) | Chi tiết |      |

| Maccabi Tel Aviv | 1–2      | Real Sociedad             |
| ---------------- | -------- | ------------------------- |
| - Turgeman 81'   | Chi tiết | - Pacheco 19' - Gómez 64' |

| PAOK                            | 2–2      | Viktoria Plzeň          |
| ------------------------------- | -------- | ----------------------- |
| - Tissoudali 84' - Rahman 90+3' | Chi tiết | - Havel 31' - Vydra 39' |

| Qarabağ | 0–3      | Ajax                                            |
| ------- | -------- | ----------------------------------------------- |
|         | Chi tiết | - Taylor 36' - Weghorst 74' (ph.đ.) - Akpom 77' |

| Athletic Bilbao   | 1–0      | Slavia Prague |
| ----------------- | -------- | ------------- |
| - N. Williams 33' | Chi tiết |               |

| Porto                         | 2–0      | TSG Hoffenheim |
| ----------------------------- | -------- | -------------- |
| - Djaló 45+2' - Omorodion 75' | Chi tiết |                |

| Twente | 0–2      | Lazio                     |
| ------ | -------- | ------------------------- |
|        | Chi tiết | - Pedro 35' - Isaksen 87' |

| Fenerbahçe      | 1–1      | Manchester United |
| --------------- | -------- | ----------------- |
| - En-Nesyri 49' | Chi tiết | - Eriksen 15'     |

| Malmö FF | 0–1      | Olympiacos     |
| -------- | -------- | -------------- |
|          | Chi tiết | - El Kaabi 30' |

| Lyon | 0–1      | Beşiktaş        |
| ---- | -------- | --------------- |
|      | Chi tiết | - Fernandes 71' |

| Rangers                                       | 4–0      | FCSB |
| --------------------------------------------- | -------- | ---- |
| - Lawrence 10' - Černý 31', 55' - Igamane 71' | Chi tiết |      |

| Anderlecht                  | 2–0      | Ludogorets Razgrad |
| --------------------------- | -------- | ------------------ |
| - Edozie 67' - Dreyer 90+5' | Chi tiết |                    |

| Tottenham Hotspur         | 1–0      | AZ |
| ------------------------- | -------- | -- |
| - Richarlison 53' (ph.đ.) | Chi tiết |    |

### Lượt trận 4
| Beşiktaş                  | 2–1      | Malmö FF      |
| ------------------------- | -------- | ------------- |
| - Muçi 76' - Kılıçsoy 85' | Chi tiết | - Rieks 90+3' |

| Eintracht Frankfurt | 1–0      | Slavia Prague |
| ------------------- | -------- | ------------- |
| - Marmoush 53'      | Chi tiết |               |

| Bodø/Glimt | 1–2      | Qarabağ                     |
| ---------- | -------- | --------------------------- |
| - Berg 41' | Chi tiết | - Bayramov 22' - Zoubir 69' |

| FCSB                        | 2–0      | Midtjylland |
| --------------------------- | -------- | ----------- |
| - Tănase 16' - Bîrligea 46' | Chi tiết |             |

| Galatasaray                   | 3–2      | Tottenham Hotspur             |
| ----------------------------- | -------- | ----------------------------- |
| - Akgün 6' - Osimhen 31', 39' | Chi tiết | - Lankshear 18' - Solanke 69' |

| IF Elfsborg  | 1–1      | Braga             |
| ------------ | -------- | ----------------- |
| - Holten 84' | Chi tiết | - Ouma 67' (l.n.) |

| Nice                 | 2–2      | Twente                  |
| -------------------- | -------- | ----------------------- |
| - Boga 66' - Cho 88' | Chi tiết | - Rots 8' - Lammers 60' |

| Olympiacos     | 1–1      | Rangers       |
| -------------- | -------- | ------------- |
| - El Kaabi 56' | Chi tiết | - Dessers 64' |

| Ludogorets Razgrad | 1–2      | Athletic Bilbao              |
| ------------------ | -------- | ---------------------------- |
| - Marcus 20'       | Chi tiết | - Williams 73' - Serrano 74' |

| Union Saint-Gilloise | 1–1      | AS Roma       |
| -------------------- | -------- | ------------- |
| - Mac Allister 77'   | Chi tiết | - Mancini 62' |

| Ajax                                                               | 5–0      | Maccabi Tel Aviv |
| ------------------------------------------------------------------ | -------- | ---------------- |
| - Traoré 14' - Taylor 27' - Godts 39' - Brobbey 61' - Fitz-Jim 69' | Chi tiết |                  |

| AZ                                 | 3–1      | Fenerbahçe      |
| ---------------------------------- | -------- | --------------- |
| - Daal 59' - Smit 75' - Kasius 87' | Chi tiết | - En-Nesyri 70' |

| Dynamo Kyiv | 0–4      | Ferencváros                                        |
| ----------- | -------- | -------------------------------------------------- |
|             | Chi tiết | - Varga 54', 67' - Zachariassen 56' - Saldanha 76' |

| RFS                   | 1–1      | Anderlecht       |
| --------------------- | -------- | ---------------- |
| - Ndiaye 90+6' (l.n.) | Chi tiết | - Stroeykens 85' |

| Viktoria Plzeň          | 2–1      | Real Sociedad   |
| ----------------------- | -------- | --------------- |
| - Adu 13' - Kalvach 90' | Chi tiết | - Óskarsson 35' |

| Manchester United | 2–0      | PAOK |
| ----------------- | -------- | ---- |
| - Diallo 55', 70' | Chi tiết |      |

| Lazio                           | 2–1      | Porto           |
| ------------------------------- | -------- | --------------- |
| - Romagnoli 45+2' - Pedro 90+2' | Chi tiết | - Eustáquio 66' |

| TSG Hoffenheim                | 2–2      | Lyon                          |
| ----------------------------- | -------- | ----------------------------- |
| - Gendrey 47' - Tohumcu 90+6' | Chi tiết | - Abner 66' - Lacazette 90+3' |

### Lượt trận 5
| Athletic Bilbao                        | 3–0      | IF Elfsborg |
| -------------------------------------- | -------- | ----------- |
| - Boiro 6' - Prados 24' - Guruzeta 54' | Chi tiết |             |

| AZ           | 1–1      | Galatasaray   |
| ------------ | -------- | ------------- |
| - Mijnans 2' | Chi tiết | - Osimhen 43' |

| Beşiktaş    | 1–3      | Maccabi Tel Aviv                              |
| ----------- | -------- | --------------------------------------------- |
| - Silva 38' | Chi tiết | - Kanichowsky 23' - Peretz 45+3' - Patati 81' |

| Dynamo Kyiv     | 1–2      | Viktoria Plzeň         |
| --------------- | -------- | ---------------------- |
| - Kabayev 90+5' | Chi tiết | - Vydra 55' - Šulc 90' |

| RFS | 0–2      | PAOK                       |
| --- | -------- | -------------------------- |
|     | Chi tiết | - Despodov 2' - Chalov 59' |

| Qarabağ               | 1–4      | Lyon                                             |
| --------------------- | -------- | ------------------------------------------------ |
| - Juninho 88' (ph.đ.) | Chi tiết | - Mikautadze 15', 80' - Tolisso 63' - Fofana 68' |

| Anderlecht                | 2–2      | Porto                             |
| ------------------------- | -------- | --------------------------------- |
| - Degreef 52' - Amuzu 86' | Chi tiết | - Galeno 24' (ph.đ.) - Vieira 83' |

| Lazio | 0–0      | Ludogorets Razgrad |
| ----- | -------- | ------------------ |
|       | Chi tiết |                    |

| Midtjylland          | 1–2      | Eintracht Frankfurt                 |
| -------------------- | -------- | ----------------------------------- |
| - Collins 48' (l.n.) | Chi tiết | - Larsson 7' - Marmoush 57' (ph.đ.) |

| Twente | 0–1      | Union Saint-Gilloise |
| ------ | -------- | -------------------- |
|        | Chi tiết | - Fuseini 11'        |

| Ferencváros                                             | 4–1      | Malmö FF              |
| ------------------------------------------------------- | -------- | --------------------- |
| - B. Varga 8' (ph.đ.), 11' - Malinowski 53' - Cissé 74' | Chi tiết | - Botheim 18' (ph.đ.) |

| FCSB | 0–0      | Olympiacos |
| ---- | -------- | ---------- |
|      | Chi tiết |            |

| Manchester United                | 3–2      | Bodø/Glimt                    |
| -------------------------------- | -------- | ----------------------------- |
| - Garnacho 1' - Højlund 45', 50' | Chi tiết | - Evjen 19' - Zinckernage 23' |

| Nice           | 1–4      | Rangers                                         |
| -------------- | -------- | ----------------------------------------------- |
| - Bouanani 83' | Chi tiết | - Černý 35' - Diomande 38' - Igamane 45+3', 54' |

| Real Sociedad                | 2–0      | Ajax |
| ---------------------------- | -------- | ---- |
| - Barrentexea 67' - Kubo 85' | Chi tiết |      |

| Braga                                      | 3–0      | TSG Hoffenheim |
| ------------------------------------------ | -------- | -------------- |
| - Bruma 2' - Fernandes 8' - Carvalho 90+5' | Chi tiết |                |

| Slavia Prague | 1–2      | Fenerbahçe                  |
| ------------- | -------- | --------------------------- |
| - Chorý 7'    | Chi tiết | - Džeko 35' - En-Nesyri 85' |

| Tottenham Hotspur                        | 2–2      | Roma                         |
| ---------------------------------------- | -------- | ---------------------------- |
| - Son Heung-min 5' (ph.đ.) - Johnson 33' | Chi tiết | - Ndicka 20' - Hummels 90+1' |

### Lượt trận 6
| Fenerbahçe | 0–2      | Athletic Bilbao    |
| ---------- | -------- | ------------------ |
|            | Chi tiết | - Williams 5', 45' |

| AS Roma                                           | 3–0      | Braga |
| ------------------------------------------------- | -------- | ----- |
| - Pellegrini 10' - Abdulhamid 47' - Hermoso 90+1' | Chi tiết |       |

| Viktoria Plzeň | 1–2      | Manchester United  |
| -------------- | -------- | ------------------ |
| - Vydra 48'    | Chi tiết | - Højlund 62', 88' |

| Malmö FF                   | 2–2      | Galatasaray              |
| -------------------------- | -------- | ------------------------ |
| - Botheim 24' - Peña 90+2' | Chi tiết | - Jelert 43' - Akgün 56' |

| Olympiacos | 0–0      | Twente |
| ---------- | -------- | ------ |
|            | Chi tiết |        |

| PAOK                                                                          | 5–0      | Ferencváros |
| ----------------------------------------------------------------------------- | -------- | ----------- |
| - Taison 10' - Brandon 29' - Chalov 76' - Živković 80' (ph.đ.) - Despodov 89' | Chi tiết |             |

| Ludogorets Razgrad       | 2–2      | AZ                             |
| ------------------------ | -------- | ------------------------------ |
| - Chochev 60' - Duah 63' | Chi tiết | - Van Bommel 13' - Maikuma 19' |

| Union Saint-Gilloise  | 2–1      | Nice             |
| --------------------- | -------- | ---------------- |
| - Ivanović 33', 90+2' | Chi tiết | - Guessand 45+1' |

| TSG Hoffenheim | 0–0      | FCSB |
| -------------- | -------- | ---- |
|                | Chi tiết |      |

| Ajax         | 1–3      | Lazio                                         |
| ------------ | -------- | --------------------------------------------- |
| - Traoré 47' | Chi tiết | - Tchaouna 12' - Dele-Bashiru 52' - Pedro 77' |

| Porto                        | 2–0      | Midtjylland |
| ---------------------------- | -------- | ----------- |
| - Loader 30' - Omorodion 56' | Chi tiết |             |

| Bodø/Glimt                        | 2–1      | Beşiktaş        |
| --------------------------------- | -------- | --------------- |
| - Zinckernagel 37' - Bjørtuft 43' | Chi tiết | - Fernandes 21' |

| IF Elfsborg | 1–0      | Qarabağ |
| ----------- | -------- | ------- |
| - Qasem 57' | Chi tiết |         |

| Maccabi Tel Aviv            | 2–1      | RFS              |
| --------------------------- | -------- | ---------------- |
| - Nachmais 16' - Stojić 69' | Chi tiết | - Savaļnieks 52' |

| Lyon                                   | 3–2      | Eintracht Frankfurt         |
| -------------------------------------- | -------- | --------------------------- |
| - Cherki 27' - Fofana 50' - Nuamah 54' | Chi tiết | - Knauff 18' - Marmoush 85' |

| Rangers       | 1–1      | Tottenham Hotspur |
| ------------- | -------- | ----------------- |
| - Igamane 47' | Chi tiết | - Kulusevski 75'  |

| Real Sociedad                     | 3–0      | Dynamo Kyiv |
| --------------------------------- | -------- | ----------- |
| - Oyarzabal 19', 33' - Becker 24' | Chi tiết |             |

| Slavia Prague | 1–2      | Anderlecht                    |
| ------------- | -------- | ----------------------------- |
| - Chorý 58'   | Chi tiết | - Angulo 8' - Verschaeren 31' |

### Lượt trận 7
| Galatasaray                                       | 3–3      | Dynamo Kyiv                       |
| ------------------------------------------------- | -------- | --------------------------------- |
| - Sánchez 6' - Bardakcı 21' - Osimhen 53' (ph.đ.) | Chi tiết | - Vanat 44' - Yarmolenko 68', 81' |

| Beşiktaş                                                 | 4–1      | Athletic Bilbao |
| -------------------------------------------------------- | -------- | --------------- |
| - Rashica 7', 60' - Silva 77' - João Mário 90+2' (ph.đ.) | Chi tiết | - Gómez 45'     |

| AZ            | 1–0      | AS Roma |
| ------------- | -------- | ------- |
| - Parrott 80' | Chi tiết |         |

| Porto | 0–1      | Olympiacos     |
| ----- | -------- | -------------- |
|       | Chi tiết | - El Kaabi 79' |

| Viktoria Plzeň      | 2–0      | Anderlecht |
| ------------------- | -------- | ---------- |
| - Červ 3' - Adu 45' | Chi tiết |            |

| Fenerbahçe | 0–0      | Lyon |
| ---------- | -------- | ---- |
|            | Chi tiết |      |

| Bodø/Glimt                          | 3—1      | Maccabi Tel Aviv |
| ----------------------------------- | -------- | ---------------- |
| - Høgh 39', 65' (ph.đ.) - Evjen 62' | Chi tiết | - Peretz 12'     |

| Malmö FF                         | 2–3      | Twente                                                               |
| -------------------------------- | -------- | -------------------------------------------------------------------- |
| - Johnsen 32' - Christiansen 79' | Chi tiết | - Steijn 28' (ph.đ.) - Van Wolfswinkel 61' (ph.đ.) - Lagerbielke 64' |

| Qarabağ                           | 2–3      | FCSB                            |
| --------------------------------- | -------- | ------------------------------- |
| - L. Andrade 1' - Dawa 41' (l.n.) | Chi tiết | - Șut 7', 73' - Miculescu 45+4' |

| TSG Hoffenheim          | 2–3      | Tottenham Hotspur                      |
| ----------------------- | -------- | -------------------------------------- |
| - Stach 68' - Mokwa 88' | Chi tiết | - Maddison 3' - Son Heung-min 22', 77' |

| Eintracht Frankfurt      | 2–0      | Ferencváros |
| ------------------------ | -------- | ----------- |
| - Uzun 49' - Ekitike 59' | Chi tiết |             |

| RFS             | 1–0      | Ajax |
| --------------- | -------- | ---- |
| - Markhiyev 78' | Chi tiết |      |

| IF Elfsborg      | 1–0      | Nice |
| ---------------- | -------- | ---- |
| - Henriksson 62' | Chi tiết |      |

| Manchester United                      | 2–1      | Rangers       |
| -------------------------------------- | -------- | ------------- |
| - Butland 52' (l.n.) - Fernandes 90+2' | Chi tiết | - Dessers 88' |

| PAOK                                     | 2–0      | Slavia Praha |
| ---------------------------------------- | -------- | ------------ |
| - Schwab 26' (ph.đ.) - Konstantelias 56' | Chi tiết |              |

| Ludogorets Razgrad | 0–2      | Midtjylland                 |
| ------------------ | -------- | --------------------------- |
|                    | Chi tiết | - Osorio 18' - Byskov 90+5' |

| Union Saint-Gilloise | 2–1      | Braga             |
| -------------------- | -------- | ----------------- |
| - Ivanović 50', 74'  | Chi tiết | - El Ouazzani 16' |

| Lazio                                      | 3–1      | Real Sociedad     |
| ------------------------------------------ | -------- | ----------------- |
| - Gila 5' - Zaccagni 32' - Castellanos 34' | Chi tiết | - Barrenetxea 82' |

### Lượt trận 8
| Ajax                        | 2–1      | Galatasaray     |
| --------------------------- | -------- | --------------- |
| - Traoré 23' - Fitz-Jim 58' | Chi tiết | - Osimhen 90+4' |

| AS Roma                         | 2–0      | Eintracht Frankfurt |
| ------------------------------- | -------- | ------------------- |
| - Angeliño 44' - Shomurodov 69' | Chi tiết |                     |

| Athletic Bilbao                              | 3–1      | Viktoria Plzeň |
| -------------------------------------------- | -------- | -------------- |
| - N. Williams 25' - Yeray 64' - Martón 90+5' | Chi tiết | - Havel 71'    |

| Dynamo Kyiv      | 1–0      | RFS |
| ---------------- | -------- | --- |
| - Pikhalonok 76' | Chi tiết |     |

| Midtjylland                | 2–2      | Fenerbahçe                  |
| -------------------------- | -------- | --------------------------- |
| - Diao 27' - Andreasen 86' | Chi tiết | - En-Nesyri 39' - Džeko 47' |

| Twente     | 1–0      | Beşiktaş |
| ---------- | -------- | -------- |
| - Rots 76' | Chi tiết |          |

| Ferencváros                                                | 4–3      | AZ                                 |
| ---------------------------------------------------------- | -------- | ---------------------------------- |
| - Ben Romdhane 9', 45' - Traoré 34' - B. Varga 82' (ph.đ.) | Chi tiết | - Mijnans 76', 90+5' - Parrott 90' |

| FCSB | 0–2      | Manchester United        |
| ---- | -------- | ------------------------ |
|      | Chi tiết | - Dalot 60' - Mainoo 68' |

| Maccabi Tel Aviv | 0–1      | Porto          |
| ---------------- | -------- | -------------- |
|                  | Chi tiết | - González 58' |

| Nice           | 1–1      | Bodø/Glimt    |
| -------------- | -------- | ------------- |
| - Bouanani 74' | Chi tiết | - Bjørkan 54' |

| Olympiacos                         | 3–0      | Qarabağ |
| ---------------------------------- | -------- | ------- |
| - El Kaabi 56', 60' - Biancone 89' | Chi tiết |         |

| Lyon          | 2–1      | Ludogorets Razgrad |
| ------------- | -------- | ------------------ |
| - Tolisso 54' | Chi tiết | - Almeida 77'      |

| Rangers                  | 2–1      | Union Saint-Gilloise |
| ------------------------ | -------- | -------------------- |
| - Raskin 21' - Černý 55' | Chi tiết | - Mac Allister 83'   |

| Real Sociedad        | 2–0      | PAOK |
| -------------------- | -------- | ---- |
| - Óskarsson 43', 48' | Chi tiết |      |

| Anderlecht                                  | 3–4      | TSG Hoffenheim                                               |
| ------------------------------------------- | -------- | ------------------------------------------------------------ |
| - Vázquez 18' - Goto 79' - Augustinsson 88' | Chi tiết | - Sardella 41' (l.n.) - Bischof 54' - Mokwa 59' - Hložek 65' |

| Braga      | 1–0      | Lazio |
| ---------- | -------- | ----- |
| - Horta 6' | Chi tiết |       |

| Slavia Praha              | 2–2      | Malmö FF              |
| ------------------------- | -------- | --------------------- |
| - Chorý 46' - Schranz 76' | Chi tiết | - Ali 69' - Bolin 71' |

| Tottenham Hotspur                        | 3–0      | IF Elfsborg |
| ---------------------------------------- | -------- | ----------- |
| - Scarlett 70' - Ajayi 84' - Moore 90+4' | Chi tiết |             |